# 2006年の鉄道
2006年の鉄道（2006ねんのてつどう）とは、2006年（平成18年）に起こった鉄道関係の出来事をまとめたページである。
2005年の鉄道 - 2006年の鉄道 - 2007年の鉄道

## 出来事の一覧

### 1月
- 1月21日
  - 東日本旅客鉄道
    - （Suica導入） 吉田駅 - 新潟駅
    - （Suica導入） 信越本線 東三条駅 - 新潟駅
    - （Suica導入） 白新線 新潟駅 - 新発田駅

  - 西日本旅客鉄道・スルッとKANSAI協議会
    - ICOCA・PiTaPa相互利用開始。
- 1月28日
  - 東日本旅客鉄道
    - 「モバイルSuica」サービス開始。

### 2月
- 2月1日
  - 西日本旅客鉄道
    - 「SMART ICOCA」発行開始。

  - 大阪高速鉄道
    - （PiTaPa導入） 大阪モノレール線 大阪空港駅 - 門真市駅
    - （PiTaPa導入） 国際文化公園都市モノレール線 万博記念公園駅 - 阪大病院前駅

  - 大阪市交通局
    - （PiTaPa導入） 御堂筋線 江坂駅 - 中百舌鳥駅
    - （PiTaPa導入） 谷町線 大日駅 - 八尾南駅
    - （PiTaPa導入） 四つ橋線 西梅田駅 - 住之江公園駅
    - （PiTaPa導入） 中央線 コスモスクエア駅 - 長田駅
    - （PiTaPa導入） 千日前線 野田阪神駅 - 南巽駅
    - （PiTaPa導入） 堺筋線 天神橋筋六丁目駅 - 天下茶屋駅
    - （PiTaPa導入） 長堀鶴見緑地線 大正駅 - 門真南駅
    - （PiTaPa導入） 南港ポートタウン線 コスモスクエア駅 - 住之江公園駅

  - 北大阪急行電鉄
    - （PiTaPa導入） 南北線 江坂駅 - 千里中央駅

  - 阪神電気鉄道
    - （PiTaPa導入） 西大阪線 尼崎駅 - 西九条駅
    - （PiTaPa導入） 本線 梅田駅 - 元町駅
    - （PiTaPa導入） 武庫川線 武庫川駅 - 武庫川団地前駅
- 2月2日
  - 神戸新交通
    - （延伸開業） ポートアイランド線 市民広場駅 - 神戸空港駅間 (4.4km)
    - （新駅開業） 先端医療センター前駅、ポートアイランド南駅、神戸空港駅（ポートアイランド線）
- 2月18日
  - （運転再開） ムナバオ－コクラパール線（インド、パキスタン間、約130km）- 1965年以来40年ぶり。

### 3月
- 3月1日
  - 西日本旅客鉄道
    - （路線廃止） 富山港線 富山駅 - 岩瀬浜駅 (8.0km) （富山ライトレールに転換）
    - （駅廃止） 富山口駅、下奥井駅、越中中島駅、城川原駅、蓮町駅、大広田駅、東岩瀬駅、(臨)競輪場前駅、岩瀬浜駅（富山港線）（富山口駅を除き富山ライトレールへ移管）

  - 四国旅客鉄道・土佐くろしお鉄道・阿佐海岸鉄道
    - 駅番号表示（駅ナンバリング）を導入（臨時駅の津島ノ宮駅・田井ノ浜駅を除く）（JRグループでは初導入）

  - 西武鉄道
    - （ホームドア使用開始） 新宿線 高田馬場駅（4番線・4扉車のみ）
- 3月16日
  - 大田広域市都市鉄道公社
    - （新線開業） 大田都市鉄道1号線 板岩駅 - 政府庁舎駅
    - （新駅開業） 板岩駅、新興駅、大洞駅、大田駅 （大田都市鉄道1号線）、中央路駅、中区庁駅、西大田ネゴリ駅、五龍駅、龍汶駅、炭坊駅、市庁駅、政府庁舎駅 （大田都市鉄道1号線）
- 3月18日
  - 北海道旅客鉄道
    - （駅廃止） 中徳富駅（札沼線）
    - （駅廃止） 新栄野駅（石北本線）
    - （駅廃止） 智東駅、南下沼駅（宗谷本線）
    - （駅廃止） (臨)張碓駅（函館本線）
    - （駅廃止） 旭浜駅（室蘭本線）
    - （駅廃止） 東幌糠駅（留萌本線）

  - 九州旅客鉄道
    - （新駅開業） 光の森駅（豊肥本線 武蔵塚駅 - 三里木駅間）
    - （信号場開設） 下郡信号場（日豊本線 大分駅 - 牧駅間）

  - 日本貨物鉄道
    - （新駅開業） 鳥栖貨物ターミナル駅（鹿児島本線 弥生が丘駅 - 鳥栖駅間。田代駅と同一地点）

  - IGRいわて銀河鉄道
    - （新駅開業） 青山駅（いわて銀河鉄道線 盛岡駅 - 厨川駅間）
    - （新駅開業） 巣子駅（いわて銀河鉄道線 厨川駅 - 滝沢駅間）

  - 会津鉄道
    - （駅名改称） 会津高原尾瀬口駅 ← 会津高原駅（会津線）

  - 阿武隈急行
    - （ワンマン運転開始） 阿武隈急行線 福島駅 - 梁川駅（一部除く）

  - 野岩鉄道
    - （路線愛称使用開始） ほっとスパ・ライン（会津鬼怒川線 新藤原駅 - 会津高原尾瀬口駅）
    - （駅名改称） 中三依温泉駅 ← 中三依駅、上三依塩原温泉口駅 ← 上三依塩原駅、会津高原尾瀬口駅 ← 会津高原駅（会津鬼怒川線）

  - 近江鉄道
    - （新駅開業） フジテック前駅（本線 米原駅 - 鳥居本駅間）
- 3月26日
  - 西日本旅客鉄道
    - （高架化） 山陽本線 姫路駅付近。
- 3月27日
  - ゆりかもめ
    - （延伸開業） 東京臨海新交通臨海線 有明駅 - 豊洲駅 (2.7km)
    - （新駅開業） 有明テニスの森駅、市場前駅、新豊洲駅、豊洲駅（東京臨海新交通臨海線）

  - 大阪市交通局
    - （路線愛称使用開始） ゆめはんな（中央線 コスモスクエア駅 - 長田駅）

  - 近畿日本鉄道
    - （延伸・第二種鉄道事業開業） けいはんな線 生駒駅 - 学研奈良登美ヶ丘駅 (8.6km)
    - （路線愛称使用開始・ワンマン運転開始） ゆめはんな（けいはんな線 長田駅 - 学研奈良登美ヶ丘駅）
    - （路線名改称） けいはんな線 ← 東大阪線
    - （新駅開業） 白庭台駅、学研北生駒駅、学研奈良登美ヶ丘駅（けいはんな線）
    - （信号場新設） 東生駒信号場、登美ヶ丘信号場（けいはんな線）
    - （車庫新設） 東花園検車区登美ヶ丘車庫（けいはんな線）

  - 奈良生駒高速鉄道
    - （第三種鉄道事業開業） 近鉄けいはんな線 生駒駅 - 学研奈良登美ヶ丘駅 (8.6km)
- 3月31日
  - 西濃鉄道
    - （路線廃止） 昼飯線 美濃赤坂駅 - 昼飯駅 (1.9km)
    - （路線廃止） 市橋線 猿岩駅 - 市橋駅 (0.6km)
    - （駅廃止） 美濃大久保駅、昼飯駅（昼飯線）
    - （駅廃止） 市橋駅（市橋線）

### 4月
- 4月1日
  - 日本貨物鉄道
    - （路線廃止） 大阪環状線（大阪臨港線） 境川信号場 - 浪速駅 (2.3km)
    - （第二種鉄道事業廃止） 根室本線 新富士駅 - 釧路駅 (2.7km)
    - （第二種鉄道事業廃止） 函館本線 手稲駅 - 苗穂駅 (12.8km)
    - （第二種鉄道事業廃止） 大阪環状線 新今宮駅 - 境川信号場 (4.8km)
    - （第二種鉄道事業廃止） 関西本線 平野駅 - 新今宮駅 (4.9km)
    - （第二種鉄道事業廃止） 山陰本線 丹波口駅 - 二条駅 (1.7km)・東松江駅 - 出雲市駅 (39.3km)・江津駅 - 岡見駅 (43.3km)
    - （第二種鉄道事業廃止） 東海道本線（山陰連絡線） 梅小路駅 - 丹波口駅 (3.3km)
    - （駅廃止） 浪速駅（大阪環状線(大阪臨港線)）

  - 東京都交通局
    - （連絡線開業） 汐留連絡線（浅草線 大門駅 - 新橋駅間・大江戸線 大門駅 - 汐留駅間）

  - 愛知高速交通
    - （駅名改称） 愛・地球博記念公園駅←万博会場駅、八草駅←万博八草駅（東部丘陵線）

  - 衣浦臨海鉄道
    - （路線廃止） 碧南線 碧南市駅 - 権現崎駅間 (3.1km)
    - （駅廃止） 高浜市駅、権現崎駅（碧南線）

  - 長良川鉄道
    - （駅名改称） 関下有知駅 ← 中濃西高前駅、八坂駅 ← 半在駅（越美南線）

  - 南海電気鉄道
    - （路線廃止） 貴志川線 和歌山駅 - 貴志駅間 (14.3km)（和歌山電鐵へ移管）
    - （駅廃止） 和歌山駅、田中口駅、日前宮駅、神前駅、竈山駅、交通センター前駅、岡崎前駅、吉礼駅、伊太祁曽駅、山東駅、大池遊園駅、西山口駅、甘露寺前駅、貴志駅（和歌山電鐵へ移管）

  - 和歌山電鐵（わかやま電鉄）
    - （路線開業） 貴志川線 和歌山駅 - 貴志駅間 (14.3km)（南海電気鉄道から移管）
    - （駅開業） 和歌山駅、田中口駅、日前宮駅、神前駅、竈山駅、交通センター前駅、岡崎前駅、吉礼駅、伊太祈曽駅（伊太祁曽駅から改称）、山東駅、大池遊園駅、西山口駅、甘露寺前駅、貴志駅（貴志川線）（南海電気鉄道から移管）

  - 三岐鉄道
    - （駅廃止） 上笠田駅（北勢線）

  - 一畑電気鉄道 - 持株会社化により鉄道事業を子会社の一畑電車に承継。
    - （路線承継） 北松江線 電鉄出雲市駅 - 松江しんじ湖温泉駅 (33.9km)
    - （路線承継） 大社線 川跡駅 - 出雲大社前駅 (8.3km)

  - 一畑電車 - 一畑電気鉄道から鉄道事業を承継。
    - （路線承継） 北松江線 電鉄出雲市駅 - 松江しんじ湖温泉駅 (33.9km)
    - （路線承継） 大社線 川跡駅 - 出雲大社前駅 (8.3km)
- 4月9日
  - えちぜん鉄道
    - （単線化） 勝山永平寺線 新福井駅 - 福井口駅 (1.0km)
- 4月21日
  - 北海道ちほく高原鉄道
    - （路線廃止） ふるさと銀河線 池田駅 - 北見駅 (140.0km)
    - （駅廃止） 池田駅、様舞駅、高島駅、大森駅、勇足駅、岡女堂駅、南本別駅、本別駅、仙美里駅、足寄駅、愛冠駅、西一線駅、塩幌駅、上利別駅、笹森駅、大誉地駅、薫別駅、陸別駅、分線駅、川上駅、小利別駅、置戸駅、豊住駅、境野駅、西訓子府駅、西富駅、訓子府駅、穂波駅、日ノ出駅、広郷駅、上常呂駅、北光社駅、北見駅（ふるさと銀河線）

  - 樽見鉄道
    - （新駅開業） モレラ岐阜駅（樽見線 北方真桑駅 - 糸貫駅間）
- 4月29日
  - 名古屋鉄道
    - （ホームドア使用開始） 空港線 中部国際空港駅（1番線のみ）
    - （ワンマン運転開始） 三河線 知立駅 - 碧南駅

  - 富山ライトレール
    - （路線開業） 富山港線 富山駅北駅 - 岩瀬浜駅 (7.6km) （富山駅北駅 - 奥田中学校前駅間は新線、奥田中学校前 - 岩瀬浜間は西日本旅客鉄道から移管）
    - （駅開業） *富山駅北駅、*インテック本社前駅、*奥田中学校前駅、下奥井駅、*粟島（大阪屋ショップ前）駅、越中中島駅、城川原駅、*犬島新町駅、蓮町駅、大広田駅、東岩瀬駅、競輪場前駅（常設駅化）、岩瀬浜駅（富山港線。*印の新設駅を除き西日本旅客鉄道から転換）

### 5月
- 5月1日
  - 九州旅客鉄道
    - （駅移設） 枕崎駅（指宿枕崎線）
    - （路線短縮） 指宿枕崎線 (87.8km ← 87.9km)

  - 日本貨物鉄道
    - （路線廃止） 宇部線 居能駅 - 宇部港駅 (2.2km)
- 5月10日
  - 韓国鉄道公社
    - （路線開業） 梁山貨物線 勿禁駅 - 梁山貨物駅 (3.5km)
    - （新駅開業） 梁山貨物駅 (梁山貨物線)
- 5月14日
  - 交通博物館がこの日限りで閉館。
  - 西日本鉄道
    - （高架化） 宮地岳線 西鉄千早駅 - 西鉄香椎駅 (1.1km)
- 5月21日
  - 西日本旅客鉄道
    - （高架化） 阪和線 美章園駅 - 杉本町駅（下り線）
- 5月27日
  - 台北大衆捷運股份有限公司
    - （新線開業） 土城線 (藍線) 府中駅 - 永寧駅間
    - （新駅開業） 亜東医院駅、海山駅、土城駅、永寧駅 (台北捷運土城線)

### 6月
- 6月1日
  - 広島電鉄
    - （駅名改称） 廿日市市役所前（平良）駅 ← 平良駅（宮島線）
- 6月12日
  - 天津市地下鉄道総公司
    - （運転再開） 天津地下鉄1号線
- 6月23日
  - 韓国鉄道公社
    - （駅廃止） 元亭駅、新都駅、多山駅、新興里駅、玉井駅（湖南線）
    - （駅廃止） 珠山駅、奇洞駅、三山駅（長項線）
    - （駅廃止） 杜院駅（慶北線）
- 6月24日
  - 東京地下鉄
    - （ホームドア使用開始） 丸ノ内線 荻窪駅
- 6月25日
  - 東京地下鉄
    - （ホームドア使用開始） 丸ノ内線 南阿佐ケ谷駅
- 6月30日
  - 韓国鉄道公社
    - （新駅開業） 振威駅（京釜線・烏山駅 - 松炭駅間）
    - （新駅開業） 芝制駅（京釜線・西井里駅 - 平沢駅間）

### 7月
- 7月1日
  - 名古屋鉄道
    - （高架化） 常滑線 大江駅 - 名和駅（上り線）

  - 大阪府都市開発
    - （PiTaPa導入） 泉北高速鉄道線 中百舌鳥駅 - 和泉中央駅

  - 神戸高速鉄道
    - （PiTaPa導入） 東西線 西代駅 - 三宮駅・高速神戸駅 - 元町駅
    - （PiTaPa導入） 南北線 新開地駅

  - 神戸新交通
    - （PiTaPa導入） ポートアイランド線 三宮駅 - 神戸空港駅・市民広場駅 - 中公園駅（循環線）
    - （PiTaPa導入） 六甲アイランド線 住吉駅 - マリンパーク駅

  - 山陽電気鉄道
    - （PiTaPa導入） 網干線 飾磨駅 - 山陽網干駅
    - （PiTaPa導入） 本線 西代駅 - 山陽姫路駅

  - 南海電気鉄道
    - （PiTaPa導入） 加太線 紀ノ川駅 - 加太駅
    - （PiTaPa導入） 空港線 泉佐野駅 - 関西空港駅
    - （PiTaPa導入） 鋼索線 極楽橋駅 - 高野山駅
    - （PiTaPa導入） 高野線 汐見橋駅 - 極楽橋駅
    - （PiTaPa導入） 高師浜線 羽衣駅 - 高師浜駅
    - （PiTaPa導入） 南海本線 難波駅 - 和歌山市駅
    - （PiTaPa導入） 和歌山港線 和歌山市駅 - 和歌山港駅

  - 青蔵鉄道（中国）
    - （延伸開業） ゴルムド（青海省） - ラサ（チベット自治区）間(1,142km)

  - 重慶軌道交通
    - （延伸開業） 2号線 動物園駅 - 新山村駅間
- 7月2日
  - 東京急行電鉄
    - （地下化） 目黒線 武蔵小山駅 - 西小山駅
- 7月14日
  - 名古屋鉄道
    - （トランパス導入） 河和線 高横須賀駅・巽ヶ丘駅・阿久比駅・住吉町駅・知多半田駅・青山駅・知多武豊駅・河和駅
- 7月29日
  - 高松琴平電気鉄道
    - （新駅開業） 空港通り駅（琴平線・仏生山駅 - 一宮駅間）

### 8月
- 8月31日
  - 韓国鉄道公社
    - （新駅開業） 坪内好坪駅 （京春線・金谷駅 - 磨石駅間）
    - （駅廃止） 坪内駅 （京春線・金谷駅 - 磨石駅間）

### 9月
- 9月1日
  - 長野電鉄
    - （路線休止） 長野線 上条駅 - 湯田中駅（湯田中駅構内改修工事のため。同30日まで）
- 9月18日
  - 東日本旅客鉄道
    - （高架化） 東北本線 長町駅付近。
- 9月23日
  - 東海旅客鉄道
    - （高架化） 中央本線（中央西線） 勝川駅付近（下り線）
- 9月24日
  - 西日本旅客鉄道
    - （直流化） 湖西線 永原駅 - 近江塩津駅 (5.8km・直流1500V ← 交流20000V・60Hz)
    - （直流化） 長浜駅 - 敦賀駅 (38.2km・直流1500V ← 交流20000V・60Hz)

  - 東京急行電鉄
    - （高架化） 東横線 元住吉駅

### 10月
- 10月1日
  - 桃花台新交通
    - （路線廃止） 桃花台線 小牧駅 - 桃花台東駅 (7.4km)
    - （駅廃止） 小牧駅、小牧原駅、東田中駅、上末駅、桃花台西駅、桃花台センター駅、 桃花台東駅（桃花台線）

  - 上毛電気鉄道
    - （新駅開業） 桐生球場前駅（上毛線・赤城駅 - 天王宿駅間）

  - 長野電鉄
    - （路線再開） 長野線 上条駅 - 湯田中駅（湯田中駅構内改良工事のため前月1日から運休）

  - 神戸市交通局
    - （PiTaPa導入） 海岸線 三宮・花時計前駅 - 新長田駅
    - （PiTaPa導入） 西神線 新長田駅 - 名谷駅
    - （PiTaPa導入） 西神延伸線 名谷駅 - 西神中央駅
    - （PiTaPa導入） 山手線 新神戸駅 - 新長田駅

  - 北神急行電鉄
    - （PiTaPa導入） 北神線 新神戸駅 - 谷上駅

  - 岡山電気軌道
    - （Hareca導入） 清輝橋線 柳川停留場 - 清輝橋停留場
    - （Hareca導入） 東山本線 岡山駅前停留場 - 東山停留場
    - 「ICOCA」「PiTaPa」の「Hareca」エリアでの片利用開始。

  - 阪急電鉄・阪神電気鉄道
    - （経営統合） 持株会社として阪急阪神ホールディングスが発足。

  - 上海地下鉄運営有限公司
    - （営業再開）東方路駅 (2号線)
    - （駅名改称） 世紀大道駅←東方路駅 (2号線)
- 10月21日
  - 西日本旅客鉄道
    - （ICOCA導入） 湖西線 北小松駅 - 近江塩津駅
    - （ICOCA導入） 北陸本線 虎姫駅 - 近江塩津駅
- 10月28日
  - 静岡鉄道
    - （LuLuCa導入） 静岡清水線 新静岡駅 - 新清水駅

### 11月
- 11月25日
  - 東海旅客鉄道
    - （TOICA導入） 関西本線 名古屋駅 - 四日市駅
    - （TOICA導入） 武豊線 大府駅 - 武豊駅
    - （TOICA導入） 中央本線（中央西線） 名古屋駅 - 中津川駅
    - （TOICA導入） 東海道本線 二川駅 - 関ケ原駅

  - 京成電鉄
    - （高架化） 本線 海神駅 - 船橋競馬場駅（下り線）

  - 名古屋鉄道
    - （高架化） 名古屋本線 左京山駅 - 本星崎駅

### 12月
- 12月1日
  - 神岡鉄道
    - （路線廃止） 神岡線 猪谷駅 - 奥飛騨温泉口駅 (19.9km)
    - （駅廃止） 猪谷駅、飛騨中山駅、茂住駅、漆山駅、神岡鉱山前駅、飛騨神岡駅、神岡大橋駅、奥飛騨温泉口駅（神岡線）

  - 台湾鉄路管理局
    - （新駅開業）新烏日駅（台中線・烏日駅 - 成功駅間）
- 12月15日
  - 韓国鉄道公社
    - （新規電化・複線化開業） 京元電鉄線 議政府駅 - 東豆川駅（旧東安駅）
    - （新規電化開業） 京元電鉄線 東豆川駅 - 逍遥山駅
    - （新駅開業） 京元電鉄線 緑楊駅、保山駅
    - （駅名改称） 佳陵駅←議政府北部駅、東豆川中央駅←旧東豆川駅、新東豆川駅←東安駅（京元線）
    - 京釜高速線光明駅への通勤電車の乗り入れを開始。
- 12月16日
  - 名古屋鉄道
    - （トランパス導入） 各務原線 田神駅 - 新那加駅
    - （駅廃止） 椋岡駅、布土駅（河和線）
    - （駅廃止） 鎌谷駅、三河荻原駅（西尾線）
    - （駅廃止） 弥富口駅（尾西線）
- 12月18日
  - 上海地下鉄運営有限公司
    - （延伸開業） 3号線 江湾鎮駅 - 江楊北路駅 (15.0km)
    - （新駅開業） 江湾鎮駅、殷高西路駅、長江南路駅、淞発路駅、張華浜駅、淞浜路駅、水産路駅、宝楊路駅、友誼路駅、鉄力路駅、江楊北路駅
- 12月24日
  - 大阪市交通局
    - （新線開業） 今里筋線 井高野駅 - 今里駅 (11.9km)
    - （新駅開業） 井高野駅、瑞光四丁目駅、だいどう豊里駅、清水駅、新森古市駅、関目成育駅、鴫野駅（今里筋線）
    - （駅名改称） ドーム前千代崎駅 ← 大阪ドーム前千代崎駅（長堀鶴見緑地線）

  - 上海地下鉄運営有限公司
    - （延伸開業） 2号線 淞虹路駅 - 中山公園駅 (6.1km)
    - （新駅開業） 淞虹路駅、北新涇駅、威寧路駅、婁山関路駅、中山公園駅

## 主なダイヤ改正

### 3月
- 3月18日
  - 北海道旅客鉄道・東日本旅客鉄道・東海旅客鉄道・西日本旅客鉄道・九州旅客鉄道・日本貨物鉄道
    - 阿武隈急行線 福島駅 - 梁川駅間でワンマン運転が開始され、全線で実施となる。

  - 東武鉄道
    - JR宇都宮線 - 東武日光線・鬼怒川線直通の特急新設。新宿駅 - 鬼怒川温泉駅間に特急「スペーシアきぬがわ」運転開始。
    - 伊勢崎線太田駅 - 伊勢崎駅間、桐生線、佐野線でワンマン運転開始。

  - 箱根登山鉄道
    - 鉄道線 小田原駅 - 箱根湯本駅間の自社車両による営業運行廃止。

- 3月21日
  - 近畿日本鉄道

### 4月
- 4月29日
  - 名古屋鉄道

### 5月
- 5月17日
  - 総武流山電鉄
    - 総武流山線 昼間ワンマン運転開始。
- 5月21日
  - 西日本旅客鉄道
    - 阪和線ダイヤ改正。

### 6月
- 6月1日
  - 四国旅客鉄道

### 7月
- 7月8日
  - 東日本旅客鉄道
    - 上越新幹線・長野新幹線（当時）・首都圏ダイヤ改正。

### 9月
- 9月1日
  - 京王電鉄・東京都交通局
    - 京王線系統・井の頭線・都営地下鉄新宿線ダイヤ改正
- 9月25日
  - 東京急行電鉄・東京地下鉄・東京都交通局・埼玉高速鉄道・横浜高速鉄道
    - 東急東横線・目黒線系統で乗り入れ線区を含めてダイヤ改正。目黒線に急行列車の運転を開始。
- 9月28日
  - 東武鉄道
    - 小泉線 館林駅 - 西小泉駅間でワンマン運転開始。

### 10月
- 10月1日
  - 東海旅客鉄道
- 10月21日
  - 西日本旅客鉄道
- 10月28日
  - 阪急電鉄
    - 神戸本線・宝塚本線ダイヤ改正。神戸本線の特急・通勤特急が夙川駅に停車。

  - 阪神電気鉄道
    - 本線ダイヤ改正。

  - 山陽電気鉄道
    - 本線ダイヤ改正。

### 11月
- 11月1日
  - 韓国鉄道公社
    - 一般旅客路線においてダイヤ改正。

### 12月
- 12月9日
  - 長野電鉄
    - 長野線 信州中野駅 - 湯田中駅間でワンマン運転開始。
- 12月10日
  - 京成電鉄・新京成電鉄ダイヤ改正
    - 京成千葉線への新京成線の片乗り入れを開始
- 12月16日
  - 名古屋鉄道

## 災害・不通・事故・事件など
- 1月5日
  - 東日本旅客鉄道秋田支社
    - （終日運休） 雪の影響で除雪が間に合わず、奥羽本線（新庄駅 - 大館駅間）、羽越本線（酒田駅 - 秋田駅間）と男鹿線、五能線、田沢湖線、北上線のすべての区間で終日運休した。
- 1月7日
  - 西日本旅客鉄道広島支社・九州旅客鉄道鉄道事業本部
    - （事件）未明に下関駅放火事件が発生。下関駅舎・下関乗務員センターなどが全半焼した。線路設備の焼失により、山陽本線（小月駅 - 門司駅間）・山陰本線（幡生駅 - 滝部駅間）で終日運休。下関駅を経由する寝台列車は7日の下り列車は新下関駅で打ち切り、7日の上り列車と8日の上下の列車が運休。ダイヤ乱れは翌8日まで続いた。
- 1月19日
  - 東日本旅客鉄道
    - （運転再開） 羽越本線 鶴岡駅 - 酒田駅間（2005年12月25日の脱線転覆事故以来不通だった）
- 1月22日
  - 神戸電鉄
    - （事故） 有馬線 唐櫃台駅 - 有馬口駅間で、上り回送電車が脱線する事故が発生。
- 1月24日
  - 西日本旅客鉄道
    - （事故） 伯備線 根雨駅 - 武庫駅間で、保線作業中の係員4名が下り特急「スーパーやくも9号」にはねられて、3名が死亡する事故が発生。
- 2月4日
  - 神戸電鉄
    - （事故） 有馬線 有馬口駅構内で、下り三田行普通電車が脱線する事故が発生。
      - 現場近くでは、1月22日にも上り回送電車が脱線する事故が発生したばかりであった。
- 4月11日
  - 三岐鉄道
    - （事故） 北勢線 東員駅 - 大泉駅間の橋梁付近で下り西桑名発楚原（本来の行き先は阿下喜行きだったが、大雨のため楚原止めで運転）行き電車が脱線事故。
- 4月13日
  - 三岐鉄道
    - （運転再開） 北勢線 大泉駅 - 阿下喜駅間
- 4月14日
  - ゆりかもめ
    - （事故） 東京臨海新交通臨海線 船の科学館駅付近でタイヤ脱落のため車両が突然停止。
- 4月17日
  - ゆりかもめ
    - （運転再開） 東京臨海新交通臨海線（全線）
- 5月23日
  - 三岐鉄道
    - （運転再開） 北勢線 東員駅 - 大泉駅間
- 6月13日
  - 東京都交通局
    - （事故） 都電荒川線 梶原電停 - 栄町電停間で、下り線に停車中の試運転電車に三ノ輪橋発早稲田行電車が追突。乗客26人が負傷（うち1人が骨折）した。
- 6月27日
  - 東海旅客鉄道
    - （事故、不通） 名松線 伊勢大井駅 - 井関駅間で、10時30分頃、伊勢奥津駅発鳥羽駅行きの2両編成の列車が線路上の落石に衝突。乗客14人と運転士に怪我はなし。列車は自力走行出来ず、伊勢奥津駅 - 松阪駅間の全線で運転を見合わせ。17時以降に伊勢奥津駅 - 松阪駅間でバスによる代行輸送を実施。28日運転再開。
- 7月4日
  - 甘木鉄道
    - （不通） 甘木線 大板井駅 - 松崎駅間（雨による橋梁の一部が傾斜したため）
- 7月19日
  - 西日本旅客鉄道
    - （災害・不通） 三江線、芸備線備後落合駅 - 備後西城駅間（大雨の影響による災害が発生）
- 9月17日
  - 九州旅客鉄道
    - （事故） 日豊本線 南延岡駅付近で、別府発南延岡行（所定は宮崎空港行）特急にちりん9号が脱線事故。
- 11月19日
  - 西日本旅客鉄道
    - （事故） 津山線 玉柏駅 - 牧山駅間で脱線事故。
- 12月15日
  - 西日本旅客鉄道
    - （運転再開） 三江線 浜原駅 - 三次駅間（大雨の影響による災害で7月20日から不通だった）
- 12月20日
  - 甘木鉄道
    - （運転再開） 甘木線 大板井駅 - 松崎駅間（雨による橋梁の一部が傾斜したため7月4日から不通だった）

## 鉄道車両

### 新系列・新形式
- 東日本旅客鉄道
  - E233系電車
  - E331系電車
  - E721系電車
  - E955形新幹線電車　「FASTECH 360 Z」
- 西日本旅客鉄道
  - 521系電車
- 四国旅客鉄道
  - 1500形気動車
- 日本貨物鉄道
  - コキ107形貨車
- 阪急電鉄
  - 9000系電車
- 南海電気鉄道
  - 2300系電車
- 西日本鉄道
  - 3000形電車
- 東京地下鉄
  - 10000系電車
- 大阪市交通局
  - 80系電車
- 樽見鉄道
  - ハイモ295-516形気動車
- 江ノ島電鉄
  - 500形電車
- 富山ライトレール
  - TLR0600形電車
- 神戸新交通
  - 2000型電車
- 香港地鉄有限公司
  - 香港地鉄K-Stock電車

### 譲渡形式
- 長野電鉄←小田急電鉄
  - 1000系電車
- 和歌山電鐵←南海電気鉄道
  - 2270系電車（路線の移管にともなう譲渡）
- 福井鉄道←名古屋鉄道
  - 880形電車
- 秩父鉄道←西武鉄道
  - 6000系電車
- ミャンマー国鉄←北海道ちほく高原鉄道
  - CR70形気動車（売却）

### 消滅形式
- 東日本旅客鉄道
  - E993系電車「ACトレイン」（試験車、試験終了にともなう消滅）
- 日本貨物鉄道
  - タキ8350形貨車
  - タキ9650形貨車
  - タキ11800形貨車
  - タキ23600形貨車
- 北海道ちほく高原鉄道
  - CR70形・CR75形気動車（路線の廃止にともなう消滅）
- 東葉高速鉄道
  - 1000形電車
- 小田急電鉄
  - 9000形電車
- 横浜市交通局
  - 1000形電車
  - 2000形電車
- のと鉄道
  - NT100形気動車
- 樽見鉄道
  - ハイモ180-200形気動車
  - オハ14形、スハフ14形客車
- 神岡鉄道
  - KM-100形気動車、KM-150形気動車、KMDD13形ディーゼル機関車、KMDE10形ディーゼル機関車（路線の廃止にともなう消滅）
- 桃花台新交通
  - 100系電車（路線の廃止にともなう消滅）
- 福井鉄道
  - 80形電車、120形電車、300形電車
- 一畑電車
  - デハ60形電車 (2代)
- 高松琴平電気鉄道
  - 750形電車、1060形電車

### 受賞
- ブルーリボン賞：小田急50000形電車
- ローレル賞：名鉄2000系電車、愛知高速交通100形電車、広島電鉄5100形電車、福岡市交通局3000系電車
- グッドデザイン賞：台湾高速鉄道700T型電車（商品デザイン部門）、富山ライトレール（建築・環境デザイン部門）